# Список заслужених майстрів спорту СРСР (альпінізм)
Заслужений майстер спорту СРСР — почесне пожиттєве спортивне звання в СРСР.

## 1936
- Семеновський Василь Логинович (1884–1944 (або 1938))

## 1939
- Погребецький Михайло Тимофійович (1892–1956)

## 1941
- Абалаков Віталій Михайлович
- Джапарідзе Олександр Бічійович (Альоша) (1899–1945)

## 1942
- Юхин Іван Васильович (1905–1990)

## 1943
- Гусєв Олександр Михайлович (1912–1994)

## 1945
- Джапарідзе Олександра Бічіївна (1895–1974)

## 1946
- Асланішвілі Йосип Антонович (1891–1957)
- Бєлєцький Євген Андріанович (1908–1979)
- Гусак Микола Опанасович (1910–1978)
- Казакова Олена Олексіївна (1909-1988)
- Летавет Август Андрійович (1893–1984)
- Малеїнов Олексій Олександрович (1912–1991)
- Сасоров Василь Павлович (1908–2003)

## 1947
- Абалаков Євген Михайлович (1907-1948)
- Зюзін Олександр Семенович (1903–1985)
- Рототаєв Павло Сергійович (1907–1983)
- Сидоренко Олександр Ігнатович (1911–1985)

## 1948
- Буданов Володимир Олексійович (1905–1980) (знято в 1949, відновлено в 1950)
- Іванов Євген Іванович (1912–1975)
- Нестеров Віктор Пилипович (1912–1993)
- Чередова Валентина Петрівна (1906–1994)

## 1949
- Тютюнников Іван Сергійович (1916–1977)
- Ходакевич Сергій Ілліч (1904–1974)

## 1950
- Багров Анатолій Васильович (1914–1998)
- Зуребіані Годжі Луарсабович (1906–1975)

## 1951
- Гварліані Максим Давидович (1915–1993)
- Пахарькова Любов Яківна
- Пелєвін Василь Сергійович (1910–1998)
- Хергіані Бекну Вісаріонович (1912–1990)
- Чартолані Чичіко Гаєзович (1906–1984)

## 1952
- Ануфріков Михайло Іванович (1911–1989)
- Марр Іван Георгійович (1902–1990)

## 1954
- Колокольников Євген Михайлович (1910–1989)
- Кузьмін Кирило Костянтинович (1917–1995)
- Рацек Володимир Йосипович (1918–1980)
- Угаров Олексій Сергійович (1909–1998)
- Юрасов Леонід Вікторович (1909–2002)

## 1955
- Боровіков Олександр Моїсійович

## 1956
- Леонов Іван Петрович (1916–1995)

## 1957
- Кізель Володимир Олександрович

## 1958
- Галустов Іван Артемович (1910–1985)
- Філімонов Лев Миколайович (1919)

## 1960
- Аркін Яків Григорович (1912–1994)

## 1961
- Кахіані Йосип Георгійович (1921–1992)

## 1963
- Овчинников Анатолій Георгійович (1927)
- Хергіані Михайло Віссаріонович

## 1965
- Оболадзе Дмитро Платонович (1915–2000)
- Романов Борис Тимофійович (1926)

## 1966
- Ахвледіані Леван Афрасіонович (1928-?)

## 1967
- Моногаров Володимир Дмитрович (1926)

## 1970
- Буданов Петро Петрович (1920)
- Оніщенко В'ячеслав Петрович (1936)

## 1973
- Клецко Костянтин Борисович (1934)

## 1981
- Аграновська Ніна Семенівна (1932)

## 1982
- Балибердін Володимир Сергійович (значок № 2828)
- Бершов Сергій Ігорович (1947)
- Валієв Казбек Шакимович
- Голодов Юрій Федорович (1945)
- Єфімов Сергій Борисович (1945)
- Іванов Валентин Андрійович
- Ільїнський Ерванд Тихонович
- Москальцов Олексей Вадимович (1952–1987)
- Мисловський Едуард Вікентович
- Пучков Володимир Миколайович (1942)
- Трощиненко Леонід Андрійович (1945–1990)
- Туркевич Михайло Михайлович (1953–2003)
- Хергіані Акакій Вахтангович (1947)
- Хомутов Валерій Васильович (1942)
- Хріщатий Валерій Миколайович
- Чепчєв Сергій Георгійович (1948)
- Чорний Микола Дмитрович
- Шопін Володимир Григорович (1949)

## 1985
- Антонович Іван Йосипович (1909–1994)
- Заліханов Хусейн Чоккайович (1917–2003)

## 1989
- Арсентьєв Сергій Анатолійович (1958–1998)
- Богомолов Сергій Георгійович
- Букреєв Анатолій Миколайович (1958–1997)
- Виноградський Євген Михайлович (1946)
- Єлагін Василь Ігорович (1953)
- Дедій Віктор Улянович (1959)
- Каратаєв Володимир Олександрович (1955)
- Клинецький Євген Федорович (1960)
- Коротєєв Володимир Костянтинович
- Луняков Григорій Євгенович
- Можаев Михайло Васильович (1958)
- Пастух Віктор Іванович (1957)
- Погорелов Олександр Григорович (1957)
- Сувіга Володимир Іванович
- Хайбуллін Рінат Рашитович (1960)
- Халітов Зинур Шагабутдинович (1958–1990)
- Шейнов Олександр Володимирович (1958–1992)

## 1990
- Горбенко Мстислав Мстиславович  (1947)
- Іванова Катерина Миколаївна (1962–1994)
- Моїсєєв Юрій Михайлович (1958)
- Мошніков Анатолій Іванович (1953)
- Целіщев Андрій Васильович (1964)

## Ресурси Інтернету
- Персоналії альпінізму в СРСР та Росії